# Lego Digital Designer
LEGO Digital Designer, eller LDD, er et gratis computer program produceret af Lego for pc'er med styresystemet Windows 7. Programmet giver brugerne mulighed for bygge Lego-modeller, via virtuelle Legoklodser, i et CAD baseret design program. Denne hjemmedesignede model kan sendes (uploades) sammen med instruktioner og box-design til Lego Design By Me internetsiden, hvorfra man kan bestille modellen som et rigtigt sæt med model og karton. Denne service stoppede i januar 2012. 
Brugere kan også tage billeder af deres virtuelle modeller og gemme dem på PC'eren i .LDD formatet.

## Kritik
I 2009 steg priserne for klodserne dramatisk – i visse tilfælde med over 200% – til stor skuffelse for mange fans; men kort efter reduceredes priserne igen til et mere tåleligt niveau.
Nogle fans har også beklaget sig over at priserne på klodserne købt gennem hhv. Lego Digital Design og Pick a Brick (PAB) ikke altid er den samme, selv for samme klodser.